# Pseudobunaea vingerhoedti
Pseudobunaea vingerhoedti is een vlinder uit de familie nachtpauwogen (Saturniidae). De wetenschappelijke naam van de soort is voor het eerst geldig gepubliceerd in 2004 door Thierry Bouyer.

## Type
- holotype: "male, V.2004. leg. Vingerhoedt"
- instituut: MRAC, Tervuren, België
- typelocatie: "Guinea, Conakry, Saala"